# 용인신릉중학교
용인신릉중학교(龍仁新陵中學校)는 대한민국 경기도 용인시 기흥구 신갈동에 있는 공립 중학교이다.

## 학교 연혁
- 2005년 3월 1일 : 개교(6학급 설치)
- 2005년 3월 1일 : 초대 정헌무 교장 취임
- 2006년 2월 14일 : 제1회 졸업(30명)
- 2022년 9월 1일 : 제5대 이돈채 교장 취임
- 2024년 1월 8일 : 제19회 졸업(총 졸업생 3,408명)
- 2024년 3월 4일 : 제20회 입학식(232명)

## 참고 자료
- 용인신릉중학교 - 한국교육학술정보원 학교알리미